# 克倫 (德克薩斯州)
克倫（英語：Crane）是一個位於美國德克薩斯州克倫縣的城市。根據2010年美國人口普查，該地共人口3353人，而該地的面積約為2.70平方千米。同時該地也是克倫縣的縣治。

## 地理
克倫的座標為31°23′35″N 102°21′03″W / 31.39306°N 102.35083°W，而該地的平均海拔高度為785米（即2575英尺）。